# Wereldkampioenschappen baanwielrennen 1985
De wereldkampioenschappen baanwielrennen 1985 vonden plaats van 21 augustus tot en met 1 september op de wielerbaan van het Rino Mercante-stadion in het Italiaanse Bassano del Grappa. Het was voor de twaalfde keer dat de WK op de baan plaatsvonden in Italië. In totaal vonden er veertien onderdelen plaats; twee bij de vrouwen en twaalf bij de mannen. Bij de mannen waren zeven onderdelen voor amateurs en de andere vijf voor profs toegankelijk. Het medailleklassement werd gewonnen door de Italianen met zeven medailles in totaal. Geen Nederlandse of Belgische renner wist een medaille te veroveren. Na de Italianen wonnen de West-Duitsers het meeste aantal medailles, vijf in totaal, maar eindigden toch als veertiende in het medailleklassement. Alle gewonnen medailles waren brons.

## Uitslagen

### Mannen profs
| Onderdeel     | Goud                                  | Zilver                             | Brons                                             |
| ------------- | ------------------------------------- | ---------------------------------- | ------------------------------------------------- |
| Achtervolging | Hans-Henrik Ørsted                    | Anthony Doyle                      | Gregor Braun                                      |
| Keirin        | Urs Freuler                           | Ottavio Dazzan                     | Masamitsu Takizawa Dieter Giebken                 |
| Puntenkoers   | Urs Freuler                           | Hans Ledermann                     | Stefano Allocchio                                 |
| Sprint        | Koichi Nakano                         | Yoshiyuki Matsueda                 | Ottavio Dazzan                                    |
| Stayeren      | Italië Bruno Vicino Domenico De Lillo | Australië Danny Clark Norbert Koch | Bondsrepubliek Duitsland Werner Betz Dieter Durst |

### Mannen amateurs
| Onderdeel            | Goud                                                                        | Zilver                                                                       | Brons                                                                            |
| -------------------- | --------------------------------------------------------------------------- | ---------------------------------------------------------------------------- | -------------------------------------------------------------------------------- |
| 1 kilometer          | Jens Glücklich                                                              | Philippe Boyer                                                               | Martin Vinnicombe                                                                |
| Achtervolging        | Vjatsjeslav Jekimov                                                         | Gintautas Umaras                                                             | Roland Günther                                                                   |
| Ploegenachtervolging | Italië Roberto Amadio Massimo Brunelli Gianpaolo Grisandi Silvio Martinello | Polen Ryszard Dawidowicz Marian Turowski Leszek Stępniewski Andrzej Sikorski | Sovjet-Unie Marat Ganejev Vjatsjeslav Jekimov Aleksandr Krasnov Vasili Sjpoendov |
| Puntenkoers          | Martin Penc                                                                 | Philippe Grivel                                                              | Dan Frost                                                                        |
| Sprint               | Lutz Heßlich                                                                | Michael Hübner                                                               | Ralf-Guido Kuschy                                                                |
| Stayeren             | Italië Roberto Dotti Domenico De Lillo                                      | Oostenrijk Roland Königshofer Karl Igl                                       | Italië Mario Gentili Walter Corradin                                             |
| Tandem               | Tsjecho-Slowakije Vítězslav Vobořil Roman Rehounek                          | Verenigde Staten Leslie Barczewski Nelson Vails                              | Bondsrepubliek Duitsland Sascha Wallscheid Franck Weber                          |

### Vrouwen
| Onderdeel     | Goud              | Zilver            | Brons                  |
| ------------- | ----------------- | ----------------- | ---------------------- |
| Achtervolging | Rebecca Twigg     | Jeannie Longo     | Margaret Maass         |
| Sprint        | Isabelle Nicoloso | Connie Paraskevin | Natalja Kroesjelnytska |

## Medaillespiegel
| Plaats | Land                           | Goud | Zilver | Brons | Totaal |
| 1      | Italië                         | 3    | 1      | 3     | 7      |
| 2      | Zwitserland                    | 2    | 2      | 0     | 4      |
| 3      | Duitse Democratische Republiek | 2    | 1      | 1     | 4      |
| 4      | Tsjecho-Slowakije              | 2    | 0      | 0     | 2      |
| 5      | Verenigde Staten               | 1    | 2      | 1     | 4      |
| 6      | Frankrijk                      | 1    | 2      | 0     | 3      |
| 7      | Sovjet-Unie                    | 1    | 1      | 2     | 4      |
| 8      | Japan                          | 1    | 1      | 1     | 3      |
| 9      | Denemarken                     | 1    | 0      | 1     | 2      |
| 10     | Australië                      | 0    | 1      | 1     | 2      |
| 11     | Polen                          | 0    | 1      | 0     | 1      |
| 11     | Oostenrijk                     | 0    | 1      | 0     | 1      |
| 11     | Verenigd Koninkrijk            | 0    | 1      | 0     | 1      |
| 14     | Bondsrepubliek Duitsland       | 0    | 0      | 5     | 5      |
| Totaal | Totaal                         | 14   | 14     | 15    | 43     |